# James Bruce (upptäcktsresande)
James Bruce, född 14 december 1730 i Kinnaird i Stirlingshire, död 27 april 1794 på samma plats, var en brittisk (skotsk) upptäcktsresande.
Han idkade först vinhandel i Spanien och lärde sig arabiska och abessinska. 1763 blev han konsul i Alger, och reste 1767 i Syrien och 1768 i Egypten som intresserad arkeolog. 1769–1773 var han i Abessinien, där han vann anseende som läkare, upplevde åtskilliga äventyr och upptäckte Blå Nilens källa, Tanasjön. Sina upplevelser i Egypten och Abessinien skildrade Bruce i Travels to Discover the Sources of the Nile (5 band 1790, ny upplaga 1890).